# Tjørring Skole
Tjørring Skole er en folkeskole i bydelen Tjørring ved Herning. Skolen har ca. 360 elever fra børnehaveklasse og op til 6. klasse. Efter sidste klassetrin flytter de fleste til Lundgårdskolen, der også ligger i Tjørring.
Skolen lå før placeret lige overfor Tjørring Kirke og var fra starten sognets skole. Skolen har sin oprindelse i 1868, hvor den dog lå syd for kirken. Siden 1907 Lå skolen overfor kirken. I 2012 flyttede skolen ind ved siden af Nordvest Hallen i en ny stjerneformet bygning. Skolen bor nu sammen med Børnehuset Stjernen og skaber hver dag en rød tråd for børn vuggestue til 6. klasse.
Skolens nuværende leder er Henriette Hebsgaard